# Dobretići (Foča-Ustikolina, BiH)
Dobretići (Dobratići) su naseljeno mjesto u općini Foči-Ustikolini, Federacija BiH, BiH. 
Dobretići (Dobratići) pripadaju fočanskim selima koja od 2000. pa do danas nemaju električne struje.